# UFC 262
UFC 262: Oliveira vs. Chandler è stato un evento di arti marziali miste tenuto dalla Ultimate Fighting Championship il 15 maggio 2021 al Toyota Center di Houston, negli Stati Uniti.

## Risultati
|                                        | Divisione             |                    |                 |                     | Metodo                                      | Round           | Tempo           | Premio          |
| Card Principale                        | Card Principale       | Card Principale    | Card Principale | Card Principale     | Card Principale                             | Card Principale | Card Principale | Card Principale |
| -------------------------------------- | --------------------- | ------------------ | --------------- | ------------------- | ------------------------------------------- | --------------- | --------------- | --------------- |
| Sfida valida per il titolo di campione | Pesi leggeri          | Charles Oliveira   | batte           | Michael Chandler    | KO tecnico (pugni)                          | 2               | 0:19            | POTN            |
|                                        | Pesi leggeri          | Beneil Dariush     | batte           | Tony Ferguson       | Decisione unanime (30–27, 30–27, 30–27)     | 3               | 5:00            |                 |
|                                        | Catchweight (137 lbs) | Rogério Bontorin   | batte           | Matt Schnell        | Decisione unanime (30–27, 30–27, 29–28)     | 3               | 5:00            |                 |
|                                        | Pesi mosca femminili  | Katlyn Chookagian  | batte           | Viviane Araújo      | Decisione unanime (29–28, 29–28, 30–27)     | 3               | 5:00            |                 |
|                                        | Pesi piuma            | Edson Barboza      | batte           | Shane Burgos        | KO (pugni)                                  | 3               | 1:16            | FOTN            |
| Card Preliminare                       |                       |                    |                 |                     |                                             |                 |                 |                 |
|                                        | Pesi medi             | André Muniz        | batte           | Ronaldo Souza       | Sottomissione tecnica (armbar)              | 1               | 3:59            |                 |
|                                        | Pesi piuma            | Lando Vannata      | batte           | Mike Grundy         | Decisione non unanime (29–28, 27–30, 30–27) | 3               | 5:00            |                 |
|                                        | Pesi medi             | Jordan Wright      | batte           | Jamie Pickett       | KO tecnico (pugni)                          | 1               | 1:04            |                 |
|                                        | Pesi mosca femminili  | Andrea Lee         | batte           | Antonina Shevchenko | Sottomissione (triangle armbar)             | 2               | 4:52            |                 |
|                                        | Pesi mosca femminili  | Priscila Cachoeira | batte           | Gina Mazany         | KO tecnico (pugni)                          | 2               | 4:51            |                 |
|                                        | Pesi piuma            | Tucker Lutz        | batte           | Kevin Aguilar       | Decisione unanime (30–27, 29–28, 29–28)     | 3               | 5:00            |                 |
|                                        | Pesi leggeri          | Christos Giagos    | batte           | Sean Soriano        | Sottomissione tecnica (brabo choke)         | 2               | 0:59            | POTN            |

## Premi
I lottatori premiati ricevettero un bonus di 75.000 dollari.
Legenda:
- FOTN: Fight of the Night (vengono premiati entrambi gli atleti per il miglior incontro dell'evento)
- POTN: Performance of the Night (viene premiato il vincitore per la migliore performance dell'evento)